# Spenglerův pohár 2012
Spenglerův pohár 2012 byl 86. ročník soutěže hokejových klubů, která probíhala od 26. do 31. prosince 2012 ve švýcarském Davosu. Účastnilo se jí šest celků (pět evropských klubů a výběr Kanaďanů hrajících v evropských ligách), které byly rozděleny po třech do dvou skupin. Jedna byla pojmenovaná po Richardu Torrianim, druhá po Hansi Cattinim. Ve skupinách se celky utkaly systémem každý s každým. Nejhorší z jedné skupiny se následně utkal ve čtvrtfinále s druhým ze druhé skupiny. Vítězové těchto dvou soubojů postoupili do semifinále, v němž narazili na vítěze základních skupin. Vítězové semifinále se utkali ve finále.

## Účastníci turnaje
- HC Davos (hostitel)
- Kanada (tým složený z Kanaďanů hrajících v Evropě)
- Salavat Julajev Ufa
- HC Vítkovice Steel
- Adler Mannheim
- Fribourg-Gottéron

## Program

### Torrianiho skupina
| 26. prosince 2012 | Fribourg-Gottéron | 5 — 1           | Salavat Julajev Ufa | Vaillant Aréna, Davos |
|                   | Fribourg-Gottéron | (0–1, 2–0, 3–0) | Salavat Julajev Ufa |                       |

| Souhrn zápasu Report | Souhrn zápasu Report                     | Souhrn zápasu Report | Souhrn zápasu Report | Souhrn zápasu Report |
| -------------------- | ---------------------------------------- | -------------------- | -------------------- | -------------------- |
|                      | Plüss, Mauldin, Bykov, Sprunger, Knöpfli |                      | Mirnov               |                      |

| 27. prosince 2012 | HC Vítkovice Steel | 4 — 5 PP             | Salavat Julajev Ufa | Vaillant Aréna, Davos |
|                   | HC Vítkovice Steel | (2–1, 2–2, 0–1, 0-1) | Salavat Julajev Ufa |                       |

| Souhrn zápasu Report | Souhrn zápasu Report      | Souhrn zápasu Report | Souhrn zápasu Report                         | Souhrn zápasu Report |
| -------------------- | ------------------------- | -------------------- | -------------------------------------------- | -------------------- |
|                      | Huna,Huna, Roman, Svačina |                      | Zinovjev, Mirnov, Zinovjev, Filatov, Koltsov |                      |

| 28. prosince 2012 | Fribourg-Gottéron | 1 — 2           | HC Vítkovice Steel | Vaillant Aréna, Davos |
|                   | Fribourg-Gottéron | (0–1, 0–1, 1–0) | HC Vítkovice Steel |                       |

| Souhrn zápasu Report | Souhrn zápasu Report | Souhrn zápasu Report | Souhrn zápasu Report | Souhrn zápasu Report |
| -------------------- | -------------------- | -------------------- | -------------------- | -------------------- |
|                      | Sprunger             |                      | Szturc, Huna         |                      |

| Poř. | Tým                 | Z | V | VP | PP | P | VG | OG | B |
| ---- | ------------------- | - | - | -- | -- | - | -- | -- | - |
| 1.   | HC Vítkovice Steel  | 2 | 1 | 0  | 1  | 0 | 6  | 6  | 4 |
| 2.   | Fribourg-Gottéron   | 2 | 1 | 0  | 0  | 1 | 6  | 3  | 3 |
| 3.   | Salavat Julajev Ufa | 2 | 0 | 1  | 0  | 1 | 6  | 9  | 2 |

### Cattiniho skupina
| 26. prosince 2012 | Kanada | 1 — 2 PP             | Adler Mannheim | Vaillant Aréna, Davos |
|                   | Kanada | (0–1, 0–0, 1–0, 0-1) | Adler Mannheim |                       |

| Souhrn zápasu Report | Souhrn zápasu Report | Souhrn zápasu Report | Souhrn zápasu Report | Souhrn zápasu Report |
| -------------------- | -------------------- | -------------------- | -------------------- | -------------------- |
|                      | Seguin               |                      | Mitchell, Pominville |                      |

| 27. prosince 2012 | HC Davos | 0 — 5           | Kanada | Vaillant Aréna, Davos |
|                   | HC Davos | (0–2, 0–1, 0–2) | Kanada |                       |

| Souhrn zápasu Report | Souhrn zápasu Report | Souhrn zápasu Report | Souhrn zápasu Report                       | Souhrn zápasu Report |
| -------------------- | -------------------- | -------------------- | ------------------------------------------ | -------------------- |
|                      |                      |                      | Tavares, Smyth, Ritchie, Ritchie, Williams |                      |

| 28. prosince 2012 | Adler Mannheim | 2 — 6           | HC Davos | Vaillant Aréna, Davos |
|                   | Adler Mannheim | (2–1, 0–2, 0–3) | HC Davos |                       |

| Souhrn zápasu Report | Souhrn zápasu Report | Souhrn zápasu Report | Souhrn zápasu Report                                 | Souhrn zápasu Report |
| -------------------- | -------------------- | -------------------- | ---------------------------------------------------- | -------------------- |
|                      | Seidenberg, Corvi    |                      | Kettemer, Wieser, Wieser, Eriksson, Hofmann, Alatalo |                      |

| Poř. | Tým            | Z | V | VP | PP | P | VG | OG | B |
| ---- | -------------- | - | - | -- | -- | - | -- | -- | - |
| 1.   | Kanada         | 2 | 1 | 0  | 1  | 0 | 6  | 2  | 4 |
| 2.   | HC Davos       | 2 | 1 | 0  | 0  | 1 | 6  | 7  | 3 |
| 3.   | Adler Mannheim | 2 | 0 | 1  | 0  | 1 | 4  | 7  | 2 |

### Čtvrtfinále
| 29. prosince 2012 | Fribourg-Gottéron | 5 — 2           | Adler Mannheim | Vaillant Aréna, Davos |
|                   | Fribourg-Gottéron | (1–0, 2–1, 2–1) | Adler Mannheim |                       |

| Souhrn zápasu Report | Souhrn zápasu Report                   | Souhrn zápasu Report | Souhrn zápasu Report | Souhrn zápasu Report |
| -------------------- | -------------------------------------- | -------------------- | -------------------- | -------------------- |
|                      | Mauldin, Plüss, Talbot, Dubé, Sprunger |                      | Mauer, Plachta       |                      |

| 29. prosince 2012 | HC Davos | 7 — 5           | Salavat Julajev Ufa | Vaillant Aréna, Davos |
|                   | HC Davos | (5–1, 2–2, 0–2) | Salavat Julajev Ufa |                       |

| Souhrn zápasu Report | Souhrn zápasu Report                                  | Souhrn zápasu Report | Souhrn zápasu Report                | Souhrn zápasu Report |
| -------------------- | ----------------------------------------------------- | -------------------- | ----------------------------------- | -------------------- |
|                      | Marha, Erickson, Alatalo Thornton, Sýkora, Kane, Kane |                      | Svitov , Parshin, Pihlström, Mirnov |                      |

### Semifinále
| 30. prosince 2012 | Kanada | 5 — 1           | Fribourg-Gottéron | Vaillant Aréna, Davos |
|                   | Kanada | (1–0, 2–1, 2–0) | Fribourg-Gottéron |                       |

| Souhrn zápasu Report | Souhrn zápasu Report | Souhrn zápasu Report | Souhrn zápasu Report | Souhrn zápasu Report |
| -------------------- | -------------------- | -------------------- | -------------------- | -------------------- |
|                      | {{{góly1}}}          |                      | {{{góly2}}}          |                      |

| 30. prosince 2012 | HC Vítkovice Steel | 4 — 5           | HC Davos | Vaillant Aréna, Davos |
|                   | HC Vítkovice Steel | (0–1, 2–2, 2–2) | HC Davos |                       |

| Souhrn zápasu Report | Souhrn zápasu Report             | Souhrn zápasu Report | Souhrn zápasu Report                  | Souhrn zápasu Report |
| -------------------- | -------------------------------- | -------------------- | ------------------------------------- | -------------------- |
|                      | Klimek Kudělka, Szturc, Svačina, |                      | Kane Hofmann, Bürgler, Thornton, Kane |                      |

### Finále
| 31. prosince 2012 12:00 hod SEČ | Kanada | 7 — 2           | HC Davos | Vaillant Aréna, Davos |
|                                 | Kanada | (3–1, 2–0, 2–1) | HC Davos |                       |

| Souhrn zápasu Report | Souhrn zápasu Report | Souhrn zápasu Report | Souhrn zápasu Report | Souhrn zápasu Report |
| -------------------- | -------------------- | -------------------- | -------------------- | -------------------- |
|                      | {{{góly1}}}          |                      | {{{góly2}}}          |                      |